# Filmworks VII: Cynical Hysterie Hour
Filmworks VII: The Cynical Hysterie Hour est un album de John Zorn paru en 1996 sur le label Tzadik. La version originale est parue sur Sony Japon en 1990 et n'a été disponible que quelques mois. John Zorn n'a récupéré les droits qu'en 1996, a remasterisé le tout et l'a sorti sur son label Tzadik. Il s'agit de la musique composée pour une série de quatre dessins animés de Kiriko Kubo.

## Titres
|       | Trip Coaster                      |      |
| 1.    | Hysteric Logo                     | 0:24 |
| 2.    | Walk To Park                      | 2:10 |
| 3.    | Coaster 2                         | 0:47 |
| 4.    | Fighting Pirates                  | 0:26 |
| 5.    | Yakisoba                          | 1:14 |
| 6.    | Coaster Trip                      | 1:39 |
|       | Ch Ch Chang                       |      |
| 7.    | 1st Hit / 2nd Hit                 | 0:27 |
| 8.    | Punk Rock Hero                    | 0:56 |
| 9.    | Abacus Waltz                      | 0:38 |
| 10.   | Punk Rebel / Tsunta's Theme       | 3:36 |
| 11.   | End Title                         | 0:13 |
|       | Through The Night                 |      |
| 12.   | Through The Night                 | 1:30 |
| 13.   | Home Sweet Home                   | 1:43 |
| 14.   | Making Ramen At Midnight          | 0:32 |
| 15.   | Scary Moonlight                   | 1:55 |
|       | Bubblin' Singin'                  |      |
| 16.   | My Favorite Things                | 2:18 |
| 17.   | Omelet Punk                       | 0:20 |
| 18.   | Classical                         | 0:16 |
| 19.   | Stink Of An Onion                 | 0:34 |
| 20.   | Onion Samba                       | 0:59 |
| 21.   | Omelet Punk 2                     | 0:16 |
| 22.   | Me And My Hamburger / Final Samba | 1:05 |
| 23.   | Surfing Samba                     | 1:10 |
| 25:08 |                                   |      |

## Personnel
- 1-6
- Bill Frisell - guitare électrique, banjo
- Carol Emanuel - harpe
- Wayne Horvitz - claviers
- Kermit Driscoll - basse
- Bobby Previte - batterie, percussions
- Cyro Baptista - percussions brésiliennes
- Christian Marclay - platines
- 7-14
- Arto Lindsay - guitare électrique
- Robert Quine - guitare électrique
- Marc Ribot - guitare électrique, banjo
- Carol Emanuel - harpe
- Peter Scherer - claviers
- David Hofstra - basse
- Cyro Baptista - percussions brésiliennes
- Bobby Previte - batterie, percussion
- 15-18
- Marc Ribot: acoustic & electric guitar, banjo
- Carol Emanuel - harpe
- Jill Jaffee - violon, alto
- Maxine Neuman - violoncelle
- Peter Scherer - claviers
- David Hofstra - basse, tuba
- Cyro Baptista - percussions brésiliennes
- Ikue Mori - boîtes à rythmes
- 19-26
- Bill Frisell - guitares électrique et acoustique, banjo
- Robert Quine - guitare électrique
- Carol Emanuel - harpe
- Peter Scherer - claviers
- David Hofstra - basse, tuba
- Cyro Baptista - percussions brésiliennes
- Bobby Previte - batterie, percussion
- Arto Lindsay - vocal
- Kiriko Kubo - vocal